# 黃廣敷
黃廣敷（越南语：／，？—？），又名黃廣琨（越南语：／），阮朝舉人、官員。

## 生平
黃廣敷爲廣平省麗水縣古柳社人。
同慶三年（1888年）在承天場考中戊子科舉人。
曾任清化按察使、清化布政使。在朝曾任刑部參知。
黃廣敷官至平富總督，後陞協佐大學士，致仕。
1919年，授法國榮譽軍團勳章騎士勳位。